# Борчаниновский сельсовет
Борчаниновский сельсовет — упразднённые административно-территориальная единица и сельское поселение в Шадринском районе Курганской области Российской Федерации.
Административный центр — село Борчаниново.
С 23 декабря 2021 года Законом Курганской области от 10.12.2021 № 140 муниципальный район был преобразован в муниципальный округ, в административном районе упразднён сельсовет.

## История
Статус и границы сельского поселения установлены Законом Курганской области от 4 ноября 2004 года № 728 «Об установлении границ муниципального образования Борчаниновского сельсовета, входящего в состав муниципального образования Шадринского района».

## Население
| 2002 | 2004 | 2010 | 2012 | 2013 | 2014 | 2015 |
| ---- | ---- | ---- | ---- | ---- | ---- | ---- |
| 403  | ↘376 | ↘255 | ↘249 | ↘237 | ↘236 | ↘231 |
| 2016 | 2017 | 2017 | 2018 | 2019 | 2020 |      |
| ↘228 | ↘212 | ↗220 | ↘209 | ↘202 | →202 |      |

## Состав сельского поселения
| № | Населённый пункт | Тип населённого пункта       | Население |
| - | ---------------- | ---------------------------- | --------- |
| 1 | Борчаниново      | село, административный центр | →202      |